# 高瀬村 (福島県)
高瀬村（たかせむら）は福島県田村郡にかつて存在した村である。

## 地理
- 現在の郡山市の南東部に位置する。
- 町は阿武隈川の東岸に位置する。

## 歴史

### 村域の変遷
- 1889年（明治22年）4月1日 - 町村制施行により、大平村・下行合村・上行合村・金屋村・小川村・手代木村が合併し田村郡高瀬村が発足。
- 1955年（昭和30年）1月1日 - 市町村合併により、高瀬村は消滅。
  - 高瀬村の一部（大平と下行合の一部）は郡山市に編入。
  - 高瀬村の残部（上行合・金屋・小川・手代木と下行合の残部）は守山町・谷田川村とともに合併し田村町が発足。

変遷表
| 1868年 以前 | 1868年 以前 | 明治22年 4月1日 | 昭和30年 1月1日 | 昭和40年 5月1日 | 現在   |
| ----------- | ----------- | --------------- | --------------- | --------------- | ------ |
|             | 大平村      | 高瀬村          | 郡山市 に編入   | 郡山市          | 郡山市 |
|             | 下行合村    | 高瀬村          | 郡山市 に編入   | 郡山市          | 郡山市 |
|             | 田村町      | 高瀬村          |                 | 郡山市          | 郡山市 |
|             | 上行合村    | 高瀬村          |                 | 郡山市          | 郡山市 |
|             | 金屋村      | 高瀬村          |                 | 郡山市          | 郡山市 |
|             | 小川村      | 高瀬村          |                 | 郡山市          | 郡山市 |
|             | 手代木村    | 高瀬村          |                 | 郡山市          | 郡山市 |

## 大字
- 大平（おおだいら）
- 下行合（しもゆきあい）
- 上行合（かみゆきあい）
- 金屋（かなや）
- 小川（こがわ）
- 手代木（てしろぎ）

## 人口・世帯

### 人口
総数 [単位： 人]
| 1891年（明治24年） | 2,023 |
| 1920年（大正 9年） | 2,531 |
| 1935年（昭和10年） | 3,929 |

### 世帯
総数 [単位： 世帯]
| 1920年（大正 9年） | 384 |
| 1935年（昭和10年） | 666 |

## 交通（廃止直前）

### 道路
- 二級国道
  - 国道115号（ → 国道49号）